# Thomas Haldenwang

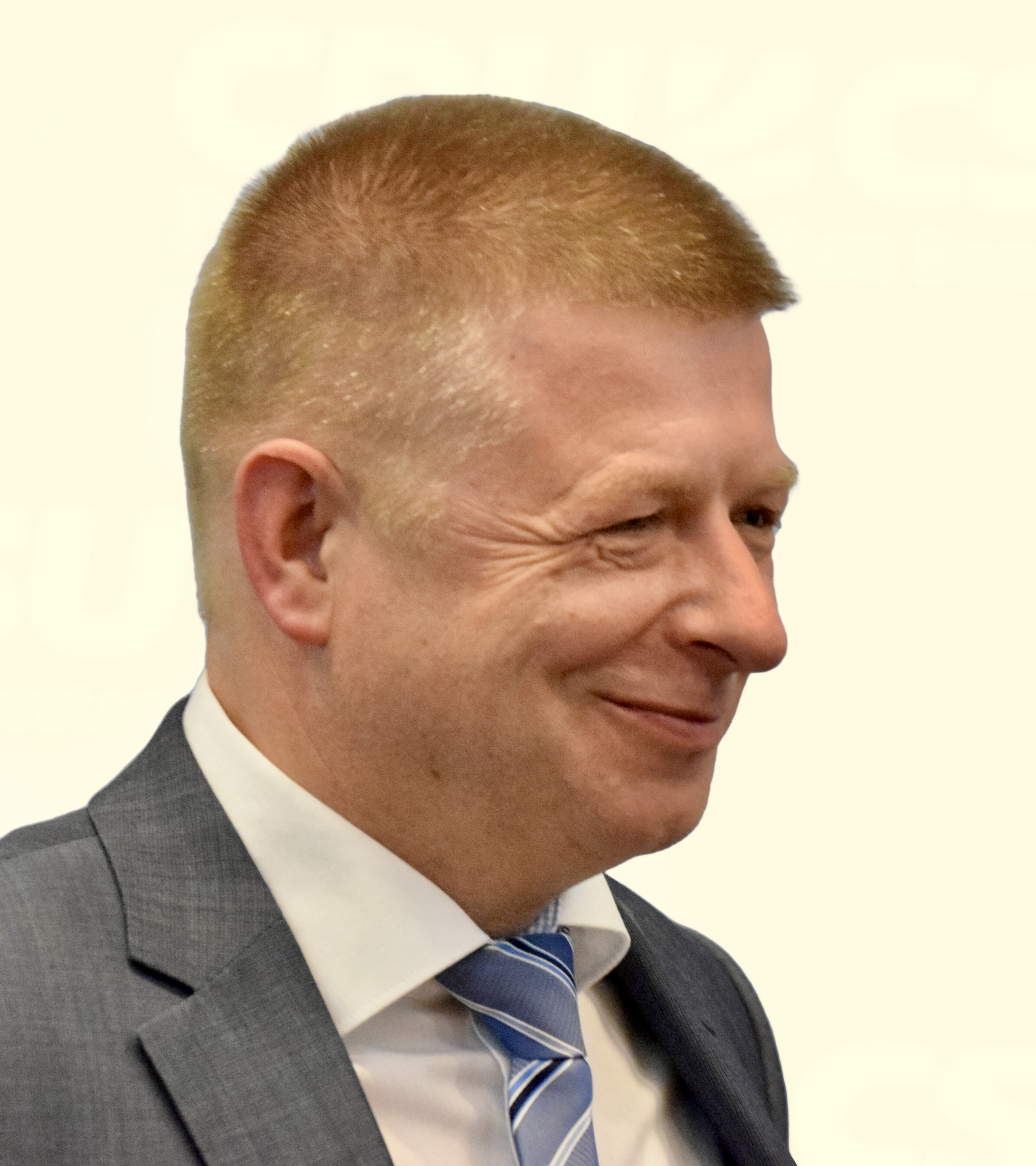
Thomas Haldenwang (2016)

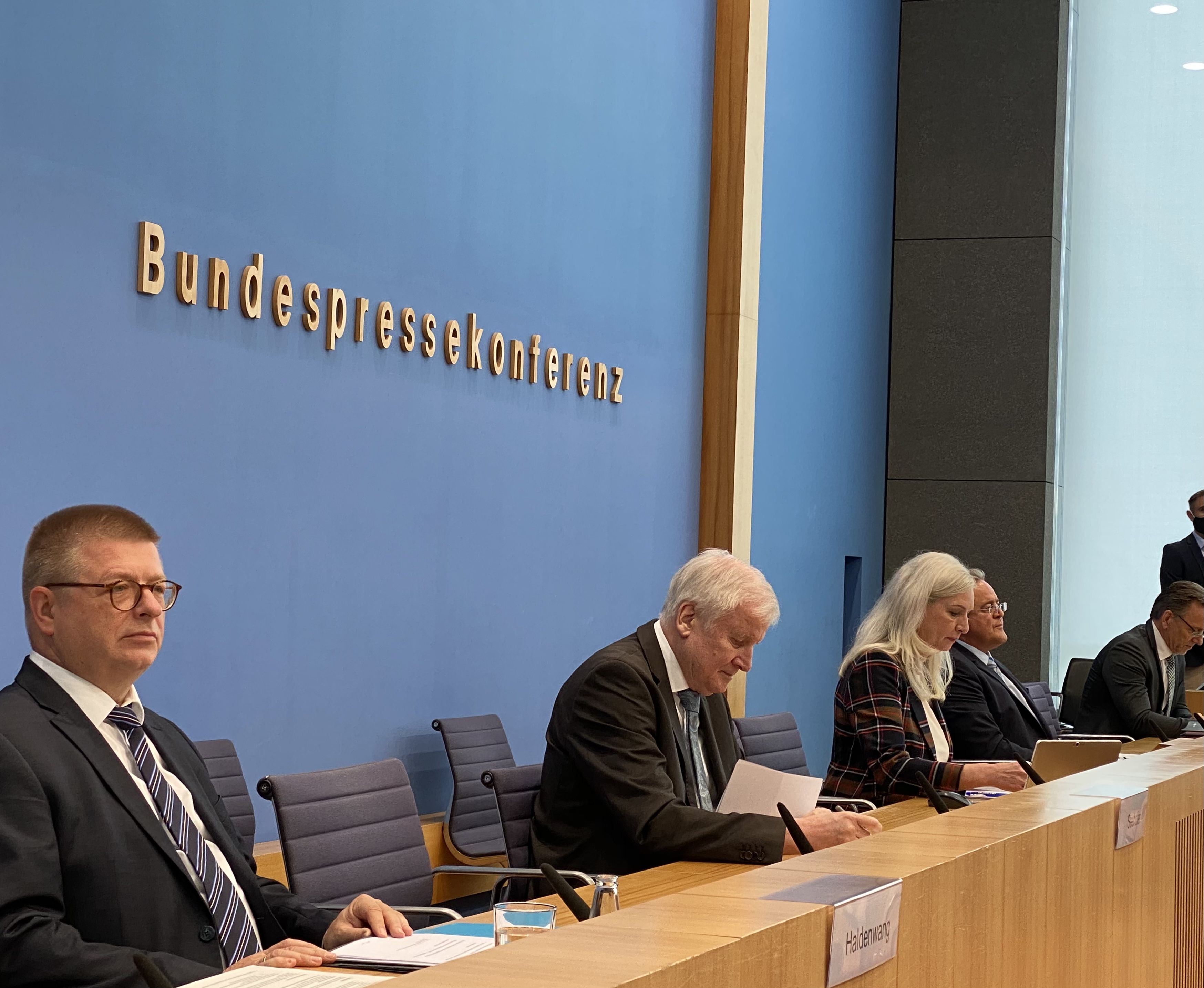
Thomas Haldenwang und Horst Seehofer in der Bundespressekonferenz am 6. Oktober 2020 bei der Vorstellung des Lageberichts zum Rechtsextremismus in Sicherheitsbehörden

Thomas Haldenwang (* 21. Mai 1960 in Wuppertal) ist ein deutscher Verwaltungsjurist, Beamter im Ruhestand und Politiker. Er war von 2018 bis 2024 Präsident des Bundesamtes für Verfassungsschutz.

## Leben

### Kindheit und Studium
Haldenwang wuchs in Wuppertal als Sohn eines Textilvertreters und einer Hausfrau auf. Er besuchte ein Gymnasium im Wuppertaler Stadtbezirk Barmen. Im Rahmen einer kirchlich organisierten Israel-Reise in seiner Schulzeit leistete Haldenwang zeitweilig Freiwilligendienst in einem Kibbuz. Nach dem Abitur leistete er seinen Wehrdienst bei der Marine ab. Anschließend studierte er Rechtswissenschaft an der Philipps-Universität Marburg. Sein Rechtsreferendariat am Oberlandesgericht Düsseldorf beendete er 1991 mit dem Zweiten juristischen Staatsexamen.

### Frühe Berufstätigkeit
Von 1991 bis 2000 wurde er als Referent in der Abteilung für Dienstrecht sowie als Personalreferent beim Bundesministerium des Innern (BMI) verwendet und half beim Aufbau demokratischer Institutionen in den Neuen Ländern. Anschließend leitete Haldenwang eine Referatsgruppe beim Bundesverwaltungsamt. 2006 kehrte er zum BMI zurück, nun als Referatsleiter für Laufbahnrecht und Geschäftsführer des Bundespersonalausschusses.

### Tätigkeit im Bundesamt für Verfassungsschutz
2009 wechselte Haldenwang zum Bundesamt für Verfassungsschutz. Bis Ende 2012 leitete er dort die Abteilung Z (Zentrale Dienste) und war ständiger Vertreter des Vizepräsidenten. Am 1. August 2013 wurde er selbst Vizepräsident der Behörde als Nachfolger von Alexander Eisvogel. Am 15. November 2018 wurde Haldenwang zum Präsidenten des Bundesamts für Verfassungsschutz ernannt. Er folgte damit auf Hans-Georg Maaßen. Haldenwang wurde aufgrund seiner angekündigten Bundestagskandidatur am 13. November 2024 beurlaubt, verblieb aber bis zur Versetzung in den Ruhestand zum 31. Dezember 2024 formal im Amt.

### Politische Schwerpunkte als Verfassungsschutzpräsident
Nach seiner Ernennung zum Präsident des Bundesamtes für Verfassungsschutz am 15. November 2018 kündigte Haldenwang eine verstärkte Fokussierung des BfV auf den Rechtsextremismus an. Die Mitarbeiter ausschließlich für diesen Phänomenbereich sollten von 200 auf 300 aufgestockt werden. Bei den Ermittlungen zum Mord an Walter Lübcke sagte Haldenwang, womöglich müsse man sich auch beim Rechtsextremismus auf „Schläfer“ – ähnlich wie im Bereich des Islamismus – einstellen. Durch die Einstufung der AfD-Gruppierung Der Flügel als „gesichert rechtsextremistische Bestrebung“ soll er laut dem Magazin Der Spiegel zum Feindbild der AfD geworden sein.
Haldenwang hält die Letzte Generation und ihre Straftaten nicht für extremistisch oder gegen den Staat gerichtet. Weil die Bewegung den Staat zum Handeln auffordere, respektiere sie ihn.
Im Januar 2024 warnte Haldenwang in einem Interview, die Mitte der Gesellschaft scheine sehr bequem geworden zu sein und nehme nicht wahr, wie ernsthaft die Bedrohungen für die deutsche Demokratie inzwischen seien. Er wünsche sich, dass diese klar Position beziehe gegen Rechtsextremismus und Antisemitismus. Auch die Bürger müssten die Demokratie aktiv verteidigen.

### Kandidatur für den 21. Deutschen Bundestag
Ab dem 13. November 2024 ruhte Haldenwangs Amt als Präsident des Bundesamtes für Verfassungsschutz, weil er ein Bundestagsmandat anstrebte. Am 15. November 2024 nominierte der CDU-Kreisvorstand Wuppertal Haldenwang als Kandidat für den Bundestagswahlkreis Wuppertal I bei der Bundestagswahl 2025. Am 30. November wählte ihn der Kreisverband zum Direktkandidaten. Er setzte sich damit gegen die später angetretene Mitbewerberin Derya Altunok durch. Haldenwang verpasste jedoch den Einzug in den 21. Deutschen Bundestag, er erhielt 24,3 Prozent der Erststimmen, den Wahlkreis gewann Helge Lindh (SPD) mit 33,6 %.

### Privates
Haldenwang ist verheiratet und hat zwei Kinder. Seit den 1960er Jahren lebt er im Wuppertaler Ortsteil Dönberg. Dort war er bis 2018 Presbyter in der evangelischen Kirchengemeinde und Mitglied im Kreissynodalvorstand.